# Angoseseli
Angoseseli es un género  perteneciente a la familia Apiaceae. Comprende 2 especies descritas y 2 aceptadas. Es originario de Angola.

## Taxonomía
El género fue descrito por Emilio Chiovenda y publicado en Bolletino della Società Botanica Italiana 1924: 38. 1924. La especie tipo es: Angoseseli mazzocchii-alamannii Chiov.	

## Especies
A continuación se brinda un listado de las especies del género Angoseseli aceptadas hasta julio de 2013, ordenadas alfabéticamente. Para cada una se indica el nombre binomial seguido del autor, abreviado según las convenciones y usos.
- Angoseseli mazzocchii-alamannii Chiov.
- Angoseseli mossamedensis (Welw. ex Hiern) C.Norman